# Фиппс, Константин, 1-й маркиз Норманби
Константин Генри Фиппс, 1-й маркиз Норманби (англ. Constantine Henry Phipps, 1st Marquess of Normanby; 15 мая 1797 — 28 июля 1863) — британский дворянин, политик-виг и писатель. Он был известен как виконт Норманби с 1812 по 1831 год и граф Малгрейв с 1831 по 1838 год. Он, в частности, служил лордом-лейтенантом Ирландии с 1835 по 1839 год и министром внутренних дел с 1839 по 1841 год, а также был послом Великобритании во Франции с 1846 по 1852 год.

## Ранняя жизнь и образование
Родился 15 мая 1797 года. Старший сын Генри Фиппса, 1-го графа Малгрейва (1755—1831), и Марты Софии Мейлинг (? — 1849), дочери Кристофера Томпсона Мейлинга. Его прадед Уильям Фиппс женился на леди Кэтрин Энсли (1657—1717), которая была дочерью и наследницей Джеймса Энсли, 3-го графа Англси (1674—1702), и его жены леди Кэтрин Дарнли (1681—1743), незаконнорожденной дочери короля Якова II от его любовницы Кэтрин Седли, графини Дорчестер. Леди Кэтрин Дарнли позже вышла замуж за Джона Шеффилда, 1-го герцога Бекингема и Норманби, и, следовательно, Константин Фиппс, 2-й граф Малгрейв, а позже 1-й маркиз Норманби, был двоюродным праправнуком 1-го герцога Бекингема и Норманби. Он получил образование в школе Хэрроу и Тринити-колледже в Кембридже, где был вторым президентом Общества Кембриджского союза.
Генерал-лейтенант сэр Генри Уорр был его двоюродным братом, рожденным от младшей сестры его матери, которая вышла замуж за сэра Уильяма Уорра.

## Политическая карьера
Достигнув совершеннолетия, он был избран в 1818 году из-за интереса своего отца в Палату общин от Скарборо. Однако летом 1819 года он начал разрывать с политикой тори своей семьи и обозначил свой переход к вигам, присоединившись к клубу Брукса 3 декабря. Когда в 1820 году парламент был распущен, виконт Норманби находился во Флоренции, Италия, где он был постоянным гостем. Его брат Чарльз поддерживал семейные интересы в корпорации Скарборо, и Норманби был заочно избран в марте, несмотря на политические разногласия со своим отцом. Такое положение вещей длилось недолго: в мае лорд Малгрейв вынудил виконта Норманби отказаться от своего места в Палате общин в пользу Эдмунда Фиппса, брата графа Малгрейва.
Его положение в качестве сына бывшего министра-тори сделало виконта Норманби ценным для вигов, и они надеялись вернуть его в парламент на другое место. Была предпринята попытка выдвинуть его в Сент-Айвсе на дополнительных выборах в 1821 году, но поддержки не оказалось, и Норманби ушел, не борясь за место. Болезнь и смерть Уильяма Плюмера в начале 1822 года позволили ему в феврале занять свое место в Хайэме Феррерсе. Он сделал значительную репутацию политическими памфлетами и своими речами в Палате общин. Он был избран от Мальтона на парламентских выборах 1826 года. Он уже был известен как автор романтических рассказов «Англичане в Италии» (1825 г.); в том же году он появился как писатель, написавший «Матильда: История того дня», а в 1828 году он написал еще один роман «Да и нет». Он отказался быть снова выдвинутым на место депутата от Мальтона в 1830 году, ожидая неминуемой смерти своего отца, и, таким образом, был вне парламента, когда лорд Грей сформировал правительство в ноябре 1830 года. Виконт Норманби надеялся получить работу в министерстве иностранных дел, но этого не произошло. Через лорда Дарема виконт Норманби запросил у лорда Грея в начале 1831 года судебный приказ об ускорении, который привел бы его в Палату лордов до смерти его отца, но Норманби унаследовал графство Малгрейв после смерти своего отца в апреле, что сделало это спорным.
В 1832 году граф Малгрейв был назначен губернатором Ямайки, а затем был назначен лордом-лейтенантом Ирландии (1835—1839). Во время своего визита в Уэксфорд в 1836 году он услышал поздравительную речь на древнем диалекте Форт и Барги, который тогда уже был на грани исчезновения. Он был назначен 1-м маркизом Норманби 25 июня 1838 года и последовательно занимал должности министра по военным и колониальным делам и министра внутренних дел в последние годы правительство лорда Мельбурна. Будучи министром по военным и колониальным делам, он написал Уильяму Хобсону письмо с инструкциями, в котором излагалась политика правительства в отношении суверенитета Новой Зеландии.

## Дипломатическая карьера
С 1846 по 1852 год маркиз Норманби был послом Великобритании в Париже, а с 1854 по 1858 год — послом во Флоренции. Публикация в 1857 году журнала, который велся в Париже в бурные времена 1848 года (Год революции), привела его к ожесточенным спорам с Луи Бланом, и он вступил в конфликт с лордом Палмерстоном и Уильямом Эвартом Гладстоном после его ухода с государственной службы по вопросам французской и итальянской политики.

## Семья
12 августа 1818 года лорд Норманби женился на достопочтенной Мэри Лидделл (20 апреля 1798 — 20 октября 1882), дочери Томаса Лидделла, 1-го барона Рейвенсворта (1775—1855), и Мэри Сюзанны Симпсон (? — 1845). У супругов был один сын:
- Джордж Август Константин Фиппс, 2-й маркиз Норманби (23 июля 1819 — 3 апреля 1890), преемник отца.

1-й маркиз Норманби скончался 28 июля 1863 года в Лондоне в возрасте 66 лет, а его титулы унаследовал его единственный сын Джордж. Маркиза Норманби умерла в октябре 1882 года в возрасте 84 лет.